# Institut des hautes études de Défense nationale
Institut des hautes études de Défense nationale (IHEDN, Viện Nghiên cứu Cao cấp về Quốc phòng) là một tổ chức học thuật công lập của Pháp về nghiên cứu quốc phòng, giáo dục và nâng cao kiến thức và nhận thức, do Đô đốc Raoul Castex thành lập vào năm 1936. Ban đầu viện mang tên là Collège des hautes études de défense nationale và được đổi tên thành viện vào năm 1948. Năm 1997, Viện trở thành cơ quan hành chính công trực thuộc Thủ tướng Chính phủ.

## Sinh viên tốt nghiệp nổi tiếng
- Odon Vallet, một chuyên gia nghiên cứu về tôn giáo người Pháp